# Zespół Chediaka-Higashiego
Zespół Chediaka-Higashiego (ang. Chediak-Higashi syndrome, CHS) – to zespół objawów chorobowych przebiegających z upośledzeniem odporności, cechuje się nawracającymi zakażeniami bakteryjnymi oraz częściowym albinizmem.
Jest chorobą dziedziczną, o dziedziczeniu autosomalnym recesywnym, która charakteryzuje się obecnością dużych wodniczek w leukocytach, co utrudnia zabijanie wchłoniętych bakterii; proces fagocytozy i inne zdolności komórek żernych są upośledzone.
Zespół Chediaka-Higashiego został też stwierdzony u zwierząt, przykładowo myszy czy bydła Wagyu.

## Historia
Pierwszym który opisał ten zespół objawów w 1933 roku był kubański lekarz, Antonio Béguez César; opis choroby jego autorstwa ukazał się w periodyku Revista cubana de pediatría w roku 1943. Choroba wiązana jest jednak z nazwiskiem innego kubańskiego lekarza, Alexandra Moisésa Chédiaka, którego opis choroby został opublikowany w 1952 roku. Mniej więcej w tym samym czasie niezależnie od niego przypadek zespołu opisał japoński pediatra Otokata Higashi.